# عربة صهريج

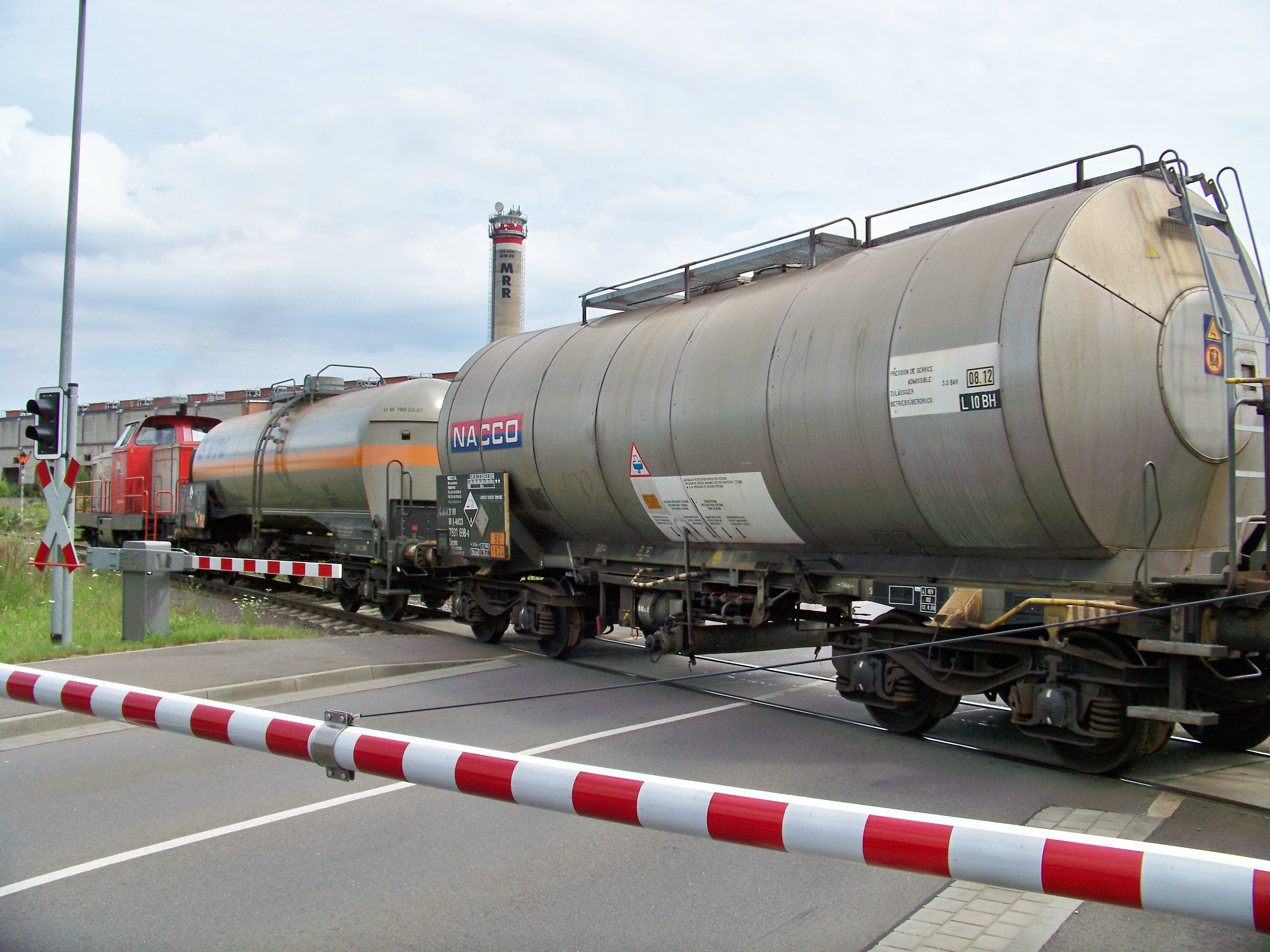
عربة صهريج في منشأة كيميائية

عربة صهريج  هي نوع من أنواع عربات البضائع ضمن المعدات المتحركة في السكك الحديدية والمخصصة لنقل السلع السائلة والغازية.